# Andrea Carlo Lucchesi

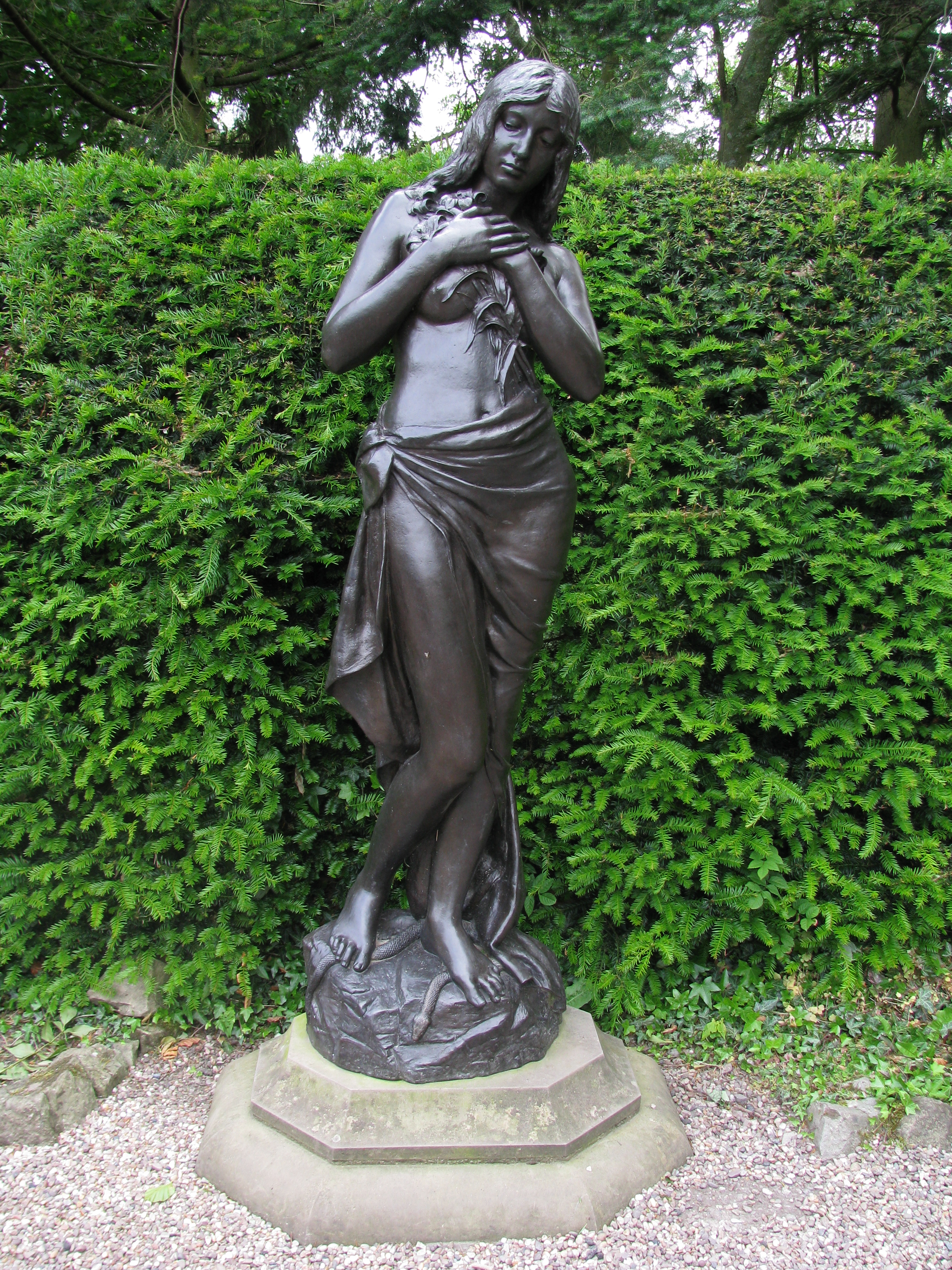
Andrea Carlo Lucchesi: Bronzeskulptur im Garten des Chirk Castle, Wrexham, Wales

Andrea Carlo Lucchesi (* 19. Oktober 1859 in London, England; † 9. April 1925 ebenda) war ein britisch-italienischer Bildhauer und Vertreter der sogenannten New-Sculpture-Bewegung, die sich durch naturalistische und symbolistische Darstellungen auszeichnete.

## Leben
Andrea Carlo Lucchesi wurde in London als Sohn des toskanischen Bildhauers Ferdinando Lucchesi geboren. Seine erste Ausbildung erhielt er bei seinem Vater und an der West London School of Art. 1881 stellte er erstmals an der Royal Academy aus und wurde im folgenden Jahr aufgrund seines Werkes The Waif in die Royal Academy Schools aufgenommen, wo er bis 1886 studierte. Während seines Studiums arbeitete er als Assistent bei den Bildhauern Henry Hugh Armstead (1828–1905) und Edward Onslow Ford sowie bei den Silberschmieden Elkington & Co. und Garrard & Co. Lucchesi war Mitglied der Art Workers Guild, die 1884 gegründet wurde, um die Einheit der Künste zu fördern.

## Werk

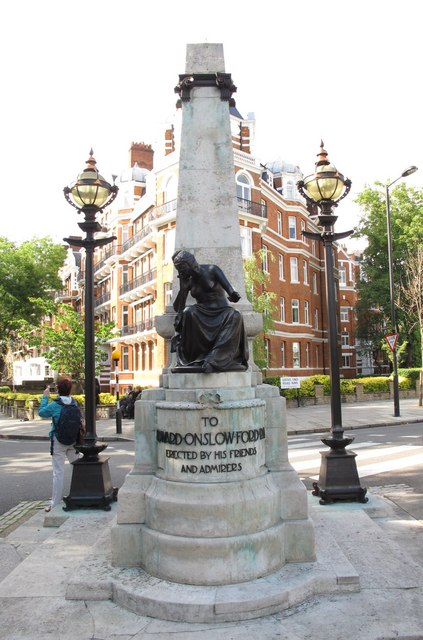
Edward Onslow Ford Memorial, Grove End Road / Abbey Road, NW8, London

Andrea Carlo Lucchesis Werke zeichnen sich durch eine naturalistische Modellierung und eine Vorliebe für symbolische Elemente aus, die Einflüsse des Jugendstils und des Symbolismus erkennen lassen. Zu seinen bekanntesten Arbeiten zählen: 
- Destiny (um 1890–1905): Dieses Werk wurde 1895 mit einer Goldmedaille in Dresden ausgezeichnet und erhielt 1900 eine weitere Goldmedaille auf der Exposition Universelle in Paris.
- The Myrtle’s Altar (1899): Eine allegorische Darstellung des weiblichen Aktes, die 1899 in Gips auf der Royal Academy-Ausstellung gezeigt und 1900 in Bronze gegossen wurde. Das Werk wurde von Zeitgenossen als Lucchesis beste Leistung bezeichnet.
- The Flight of Fancy (um 1901): Ein weiteres Beispiel für Lucchesis symbolistische Darstellungen des weiblichen Aktes.

Neben seinen freien Arbeiten schuf Lucchesi auch Porträtbüsten, darunter eine Bronzebüste von John Franklin (1898), die sich in der National Portrait Gallery in London befindet. Er war zudem an der Gestaltung des Denkmals für Edward Onslow Ford beteiligt, das in der Abbey Road in London steht. Lucchesi arbeitete auch an Bauplastiken, darunter ein Porträt von Königin Victoria an der Fassade der Art Gallery in Bath.